# Invincible-klassen
Invincible-klassen er en klasse bestående af tre hangarskibe i den britiske Royal Navy.

## Historie
Invincible-klassen var fra begyndelsen tænkt som en en tung helikopterbærende missilkrydser på omkring 6.000 tons, som kunne komplementere en planlagt større hangarskibsklasse (CVA-01-klassen) Planerne om at bygge CVA01-klassen blev da droppet i 1960'erne, og pludselig var Invincible-klassen den eneste skibsklasse, som kunne bære fly. For ikke at stå i en situation uden hangarskibe besluttede man at forøge klassens størrelse og deplacement betragteligt. Slutresultatet blev et 18.000 tons tungt og 209 meter langt hangarskib.
Klassen var dog stadig for lille til, at man kunne bruge det klassiske katapultsystem til at hjælpe fly i luften. Man opfandt derfor et system, hvor man installerede en forhøjning, eller et såkaldt skihop, i skibets stævn, således at kampfly kunne lette fra skibet, endda med relativ tung våbenlast. I 1970'erne led projektet under forsinkelser grundet budgetproblemer, og ikke før i juli 1977 kunne det første skib søsættes. Skibet indgik i tjeneste i 1980 og fik navnet HMS Invincible (R05). Man byggede efterfølgende yderligere to skibe, HMS Illustrious (R06) og HMS Ark Royal (R07).
Klassen gjorde tjeneste i Falklandskrigen, Operation Deny Flight, Operation Deliberate Force, Operation Bolton, Operation Allied Force, invasionen af Irak i 2003 osv.
I 2005 blev HMS Invincible placeret i reserven, hvor det blev indtil 2010, hvor det blev solgt på auktion. HMS Ark Royal blev udfaset den 11. marts 2011, mens HMS Illustrious forventes at forblive i tjeneste frem til 2015, hvor de nye hangarskibe af Queen Elizabeth-klassen forventes at indgå i aktiv tjeneste.

## Skibe i klassen
| Pennant | Navn        | Kølen lagt        | Søsat            | Indgået          | Navngivet af                            | Skæbne                 | Kaldesignal |
| ------- | ----------- | ----------------- | ---------------- | ---------------- | --------------------------------------- | ---------------------- | ----------- |
| R05     | Invincible  | 20. juli 1973     | 3. maj 1977      | 11. juli 1980    | Dronning Elizabeth II                   | Solgt på auktion 2010  | GUCL        |
| R06     | Illustrious | 7. oktober 1976   | 1. december 1978 | 20. juni 1980    | Prinsesse Margaret, grevinde af Snowdon | -                      | GVUH        |
| R07     | Ark Royal   | 14. december 1978 | 20. juni 1981    | 1. november 1985 | Dronning Elizabeth, dronningemoderen    | Udfaset 11. marts 2011 | GCDG        |